# KkStB 910 sorozat
A kkStB 910 sorozat egy gyorsvonati szerkocsisgőzmozdony-sorozat volt a Császári és Királyi Osztrák Államvasutaknál (kkStB).

## Története
A gyenge felépítményű államosított magánvasúti vonalakra a kkStB-nek szüksége volt gyorsvonati mozdonyokra, amelyek könnyebbek voltak, mint a 110 és 10 sorozatúak. Karl Gölsdorf az első világháború közepén tervezte a 910 sorozatot a 10 és 429,9 sorozatok fő alkotóelemeinek felhasználásával. Így a kazán alapját a  429,9-esé képezte, a hajtókerekeket a 10 sorozatból vette át. A vezető Krauss-Helmholtz-váz a 310 sorozaté, a hátsó Adams-tengelyt a tömeg miatt kisebb átmérőjű kerékkel kellett készíteni. A 910 sorozat volt az utolsó Gölsdorf által tervezett mozdony.
A mozdony teljesítménye 1180 LE volt és nehézségek nélkül elérte a 120 km/h sebességet, de fékezéstechnikai okokból és a csapágykárosodások megelőzése érdekében csak 90 km/h sebességet engedélyeztek neki. A 22 darabos sorozatot a Floridsdorfi Mozdonygyár építette 1916 és 1918 között. A Balkánvonat továbbítására használták őket, amely a háború kezdete óta az Orient expresszt helyettesítette, és abban az időben az európai utazási hossz rekordját képviselte.
Az első világháború után a 910 sorozat a Csehszlovák Államvasutakhoz került ČSD 364.0 sorozatba. Könnyű gyorsvonatokat továbbítottak  Tetschen-ből Prágába és Nimburgba, továbbá Lundenburgból Brünnbe és Prerauba. A vízkicsapódás csökkentése érdekében a ČSD két gőzdómosra építtette át őket gőzösszekötőcsővel a dómok között. Később Bodenbachba állomásították őket és személyvonatokat húztak Prágába, Nimburgba és Komotauba.
A második világháborúban minden 910-es mozdony a Német Birodalmi Vasúthoz (Deutsche Reichsbahn, DRB) került, ahol 35 sorozat 501-522 pályaszámokat kaptak. A háborút még túlélték, de a ČSD 1950-ig selejtezte őket.

## Egyebek
Ez a sorozat a ČSD 365.0 sorozat közvetlen elődjének tekinthető, melyet az Első Cseh-Morva Gépgyár 1921-től a ČSD-nek gyártott.

## Fordítás
- Ez a szócikk részben vagy egészben  a   kkStB 910 című német Wikipédia-szócikk ezen változatának fordításán alapul.  Az eredeti cikk szerkesztőit annak laptörténete sorolja fel. Ez a jelzés csupán a megfogalmazás eredetét és a szerzői jogokat jelzi, nem szolgál a cikkben szereplő információk forrásmegjelöléseként.